# Johan Rodríguez
Johan Rubén Rodríguez Álvarez (Monterrey, 15 agosto 1975) è un ex calciatore messicano, di ruolo centrocampista.

## Carriera

### Club
Ha giocato prevalentemente per Cruz Azul e Santos Laguna. Negli ultimi anni di carriera ha militato anche nel Club Necaxa, nel Club Monarcas Morelia e nel Querétaro Fútbol Club.

### Nazionale
Con la nazionale messicana conta 19 presenze con 2 gol segnati ed ha partecipato al campionato del mondo 2002.

## Statistiche

### Cronologia presenze e reti in nazionale
| Cronologia completa delle presenze e delle reti in nazionale ― Stati Uniti | Cronologia completa delle presenze e delle reti in nazionale ― Stati Uniti | Cronologia completa delle presenze e delle reti in nazionale ― Stati Uniti | Cronologia completa delle presenze e delle reti in nazionale ― Stati Uniti | Cronologia completa delle presenze e delle reti in nazionale ― Stati Uniti | Cronologia completa delle presenze e delle reti in nazionale ― Stati Uniti | Cronologia completa delle presenze e delle reti in nazionale ― Stati Uniti | Cronologia completa delle presenze e delle reti in nazionale ― Stati Uniti |
| Data                                                                       | Città                                                                      | In casa                                                                    | Risultato                                                                  | Ospiti                                                                     | Competizione                                                               | Reti                                                                       | Note                                                                       |
| -------------------------------------------------------------------------- | -------------------------------------------------------------------------- | -------------------------------------------------------------------------- | -------------------------------------------------------------------------- | -------------------------------------------------------------------------- | -------------------------------------------------------------------------- | -------------------------------------------------------------------------- | -------------------------------------------------------------------------- |
| 25-10-2000                                                                 | Los Angeles                                                                | Stati Uniti                                                                | 2 – 0                                                                      | Messico                                                                    | Amichevole                                                                 | -                                                                          | 46’                                                                        |
| 1-7-2001                                                                   | Città del Messico                                                          | Messico                                                                    | 1 – 0                                                                      | Stati Uniti                                                                | Qual. Mondiali 2002                                                        | -                                                                          |                                                                            |
| 12-7-2001                                                                  | Cali                                                                       | Messico                                                                    | 1 – 0                                                                      | Brasile                                                                    | Coppa America 2001 - 1º turno                                              | -                                                                          | 61’ 80’                                                                    |
| 22-7-2001                                                                  | Pereira                                                                    | Messico                                                                    | 2 – 0                                                                      | Cile                                                                       | Coppa America 2001 - Quarti di finale                                      | -                                                                          | 66’                                                                        |
| 25-7-2001                                                                  | Pereira                                                                    | Messico                                                                    | 2 – 1                                                                      | Uruguay                                                                    | Coppa America 2001 - Semifinale                                            | -                                                                          | 55’                                                                        |
| 29-7-2001                                                                  | Bogotà                                                                     | Colombia                                                                   | 1 – 0                                                                      | Messico                                                                    | Coppa America 2001 - Finale                                                | -                                                                          | 67’                                                                        |
| 23-8-2001                                                                  | Veracruz                                                                   | Messico                                                                    | 5 – 4                                                                      | Liberia                                                                    | Amichevole                                                                 | 1                                                                          | 46’                                                                        |
| 5-9-2001                                                                   | Città del Messico                                                          | Messico                                                                    | 3 – 0                                                                      | Trinidad e Tobago                                                          | Qual. Mondiali 2002                                                        | -                                                                          | 46’                                                                        |
| 7-10-2001                                                                  | San José                                                                   | Costa Rica                                                                 | 0 – 0                                                                      | Messico                                                                    | Qual. Mondiali 2002                                                        | -                                                                          | 65’                                                                        |
| 31-10-2001                                                                 | Puebla                                                                     | Messico                                                                    | 4 – 1                                                                      | El Salvador                                                                | Amichevole                                                                 | 1                                                                          |                                                                            |
| 11-11-2001                                                                 | Città del Messico                                                          | Messico                                                                    | 3 – 0                                                                      | Honduras                                                                   | Qual. Mondiali 2002                                                        | -                                                                          | 74’                                                                        |
| 14-11-2001                                                                 | Huelva                                                                     | Spagna                                                                     | 1 – 0                                                                      | Messico                                                                    | Amichevole                                                                 | -                                                                          | 67’                                                                        |
| 3-4-2002                                                                   | Denver                                                                     | Stati Uniti                                                                | 1 – 0                                                                      | Messico                                                                    | Amichevole                                                                 | -                                                                          | 57’                                                                        |
| 17-4-2002                                                                  | East Rutherford                                                            | Messico                                                                    | 1 – 0                                                                      | Bulgaria                                                                   | Amichevole                                                                 | -                                                                          | 68’                                                                        |
| 9-6-2002                                                                   | Sendai                                                                     | Messico                                                                    | 2 – 1                                                                      | Ecuador                                                                    | Mondiali 2002 - 1º turno                                                   | -                                                                          | 87’                                                                        |
| 13-6-2002                                                                  | Ōita                                                                       | Italia                                                                     | 1 – 1                                                                      | Messico                                                                    | Mondiali 2002 - 1º turno                                                   | -                                                                          | 76’                                                                        |
| 17-6-2002                                                                  | Jeonju                                                                     | Stati Uniti                                                                | 2 – 0                                                                      | Messico                                                                    | Mondiali 2002 - Ottavi di finale                                           | -                                                                          |                                                                            |
| Totale                                                                     |                                                                            | Presenze                                                                   | 17                                                                         |                                                                            | Reti                                                                       | 2                                                                          |                                                                            |